# 2008 ハーレムベースボールウィーク 日本代表
2008 ハーレムベースボールウィーク日本代表は、2008年7月にオランダのハーレムで行われた第24回ハーレムベースボールウィークに参加するために編成された野球日本代表である。
2008年7月には第4回世界大学野球選手権大会がチェコで開催され、2大会ぶりのメダルを目指す大学球界が同大会での実戦機会を増やすために、ハーレム大会も学生代表を送ることを決定した。同大会日本代表と多くの選手が重複して代表選出されている。

## 役員
（かっこ内は選出当時の所属）
- 団長：榊原敏一（全日本大学野球連盟常任理事）
- 副団長：佐々木正雄（全日本アマチュア野球連盟選手強化本部副委員長）
- 監督：50 河原井正雄（青山学院大学監督）
- コーチ：70 松岡憲次（立命館大学監督）
- コーチ：30 應武篤良（早稲田大学監督）
- コーチ：40 山路哲生（東北福祉大学監督）
- 総務：内藤雅之（全日本アマチュア野球連盟事務局長）

## 選手
No.は背番号。所属や学年は選出当時。
| 位置   | No. | 氏名       | 所属         | 学年 |
| ------ | --- | ---------- | ------------ | ---- |
| 投手   | 11  | 岩田慎司   | 明治大学     | 4年  |
| 投手   | 14  | 武内久士   | 法政大学     | 3年  |
| 投手   | 16  | 櫻田裕太郎 | 八戸大学     | 3年  |
| 投手   | 17  | 中林伸陽   | 慶應義塾大学 | 3年  |
| 投手   | 18  | 坪井俊樹   | 筑波大学     | 4年  |
| 投手   | 19  | 藤原正典   | 立命館大学   | 3年  |
| 投手   | 21  | 乾真大     | 東洋大学     | 2年  |
| 投手   | 22  | 巽真悟     | 近畿大学     | 4年  |
| 投手   | 34  | 井上雄介   | 青山学院大学 | 4年  |
| 捕手   | 12  | 井上結貴   | 東北福祉大学 | 4年  |
| 捕手   | 20  | 田辺真悟   | 関西大学     | 4年  |
| 捕手   | 25  | 大野奨太   | 東洋大学     | 4年  |
| 内野手 | 2   | 山崎憲晴   | 横浜商科大学 | 4年  |
| 内野手 | 3   | 高島毅     | 青山学院大学 | 4年  |
| 内野手 | 7   | 仲澤広基   | 国際武道大学 | 4年  |
| 内野手 | 8   | 中田亮二   | 亜細亜大学   | 3年  |
| 内野手 | 10  | 十九浦拓哉 | 東洋大学     | 4年  |
| 内野手 | 15  | 荒木貴裕   | 近畿大学     | 3年  |
| 内野手 | 44  | 岩﨑恭平   | 東海大学     | 4年  |
| 外野手 | 5   | 中倉裕人   | 東洋大学     | 4年  |
| 外野手 | 9   | 岩本貴裕   | 亜細亜大学   | 4年  |
| 外野手 | 23  | 小道順平   | 明治大学     | 3年  |
| 外野手 | 26  | 伊志嶺翔大 | 東海大学     | 2年  |
| 外野手 | 27  | 柴田講平   | 国際武道大学 | 4年  |